# Clube Atlético Bacabal
O Clube Atlético Bacabal foi um clube brasileiro de futebol, da cidade de Bacabal, no estado do Maranhão. Suas cores eram verde, amarelo e preto. O clube já chegou a mandar seus jogos em Viana e em São Mateus, e passou a mandar jogos em Bacabal quando alterou seu nome.
Atualmente, o Tuntum Esporte Clube da cidade homônima utiliza o CNPJ do clube para disputar as competições da Federação Maranhense de Futebol.

## História
Em 1996, foi fundado o Clube Atlético Babaçu em São Luís. O time se destacava nas competições de base, conquistando a vaga para a disputa da Copa São Paulo de Futebol Júnior de 2015 e de 2019.
No profissional, o time fez sua estreia na Segunda Divisão do Campeonato Maranhense em 2005, já mandando os jogos na cidade de Viana até 2007 quando anuncia a parada do futebol profissional. Depois de um período de recesso, voltou a disputar em São Luis para a disputa da Segunda Divisão em 2014, mas na edição seguinte passou a mandar os jogos na cidade de São Mateus do Maranhão até se licenciar novamente após essa disputa.
Em 2019, após firmar uma parceria com a prefeitura de Bacabal, o clube muda de nome para Clube Atlético Bacabal (ou simplesmente Atlético Bacabal) e passa a mandar os jogos na cidade para os anos de 2019 e 2020.
Em junho de 2021, o Atlético Bacabal dá lugar ao novo clube Tuntum Esporte Clube para a disputa do Maranhense - Série B, que passa a utilizar o CNPJ do CAB para poder entrar na disputa, dando fim a história do CAB.

## Desempenho em Competições

### Campeonato Maranhense - 2ª Divisão
| Ano  | Posição |
| 2005 | 6º      |
| 2006 | 4º      |
| 2007 | 4º      |
| 2014 | 3º      |
| 2015 | 5º      |
| 2019 | 2º      |
| 2020 | 3º      |

## Títulos
- Campeão Copa Maranhão Sub-17: 2017
- Vice-Campeão Maranhense Série B: 2019